# Радушино
Радушино — деревня в Зарайском районе Московской области в составе муниципального образования сельское поселение Машоновское (до 29 ноября 2006 года входила в состав Машоновского сельского округа), деревня связана автобусным сообщением с райцентром и соседними населёнными пунктами.
Радушино расположено в 8 км на запад от Зарайска, на правом берегу реки Осётр, высота центра деревни над уровнем моря — 130 м.
Радушино впервые упоминается в 1616 году, уже как село. В 1790 году в деревне числилось 40 дворов и 307 жителей, в 1858 году — 42 двора и 258 жителей, в 1906 году — 44 двора и 281 житель. В 1932 году был образован колхоз «Искра», с 1950 года — в составе колхоза «Путь Ильича», с 1960 года — в составе колхоза «Память Ильича».
Богородицкая церковь в Радушине существовала уже в 1616 году, современное здание, в стиле провинциального барокко, с ярусной колокольней, построено в 1772 году, в 1930-е годы была закрыта, вновь открыта в 1998 году, памятник архитектуры местного значения.

## Население
| 2002 | 2006 | 2010 |
| ---- | ---- | ---- |
| 23   | ↘20  | ↘19  |